# Shadia Simmons
Shadia Simmons (ur. 28 czerwca 1986 w Toronto) –  kanadyjska aktorka. Znana jest między innymi z roli Corinne Baxter w serialu Dziwne przypadki w Blake Holsey High.

## Filmografia
- 2005: Derek kontra rodzinka jako Emily
- 2002: Za młody na ojca (Too Young to Be a Dad) jako Blair
- 2002: Ace Lightning jako Samantha Thompson
- 2002–2006: Dziwne przypadki w Blake Holsey High (Strange Days at Blake Holsey High) jako Corrine Baxter
- 2001: Zenon: The Zequel jako Nebula Wade
- 2000: Orkiestra Sandy Bottom (Sandy Bottom Orchestra, The) jako Jenny
- 2000: Kolor przyjaźni (Color of Friendship, The) jako Piper Dellums
- 2000: Quints jako Zoe
- 2000: Virtual Mom
- 2000: Zack Files, The jako Sarah
- 1999–2000: I Was a Sixth Grade Alien jako October Wilde
- 1999–2000: Czy boisz się ciemności? (Are You Afraid of the Dark?) jako A.J. (2000)
- 1999: Dear America: A Picture of Freedom jako Clotee
- 1999: Saintly Switch, A jako Annette Anderson
- 1997: In His Father's Shoes jako Maggie
- 1997: Kolor prawa (Color of Justice) jako Harriet
- 1996: Świąteczna miłość (Holiday Affair)
- 1995: Księżyc i Valentino (Moonlight and Valentino) jako Jenny Morrow
- 1995–1998: Gęsia skórka (Goosebumps) jako Alicia